# Hiderles
Hiderles (makedonski: хидерлес; turski: hıdırellez ili hıdrellez; azerski: Xıdır İlyas ili Xıdır Nəbi, tatarski: hıdırlez, romski: ederlezi) je proslava buđenja proljeća koje se slavi svakog 6. svibnja. Hıderles je složenica imena proroka, Hidir i Ilija, koji se drže za zaštitnike zemlje i vode, te pomažu potrebitim pojedincima, obiteljima i zajednicama 
Za sve turkijske narode to je proslava kada su se proroci Hizir i Ilija susreli na zemlji, a alevitima je vjerski blagdan. Simbolično, ovaj sastanak predstavlja spoj zemlje i vode. Jurjevo (Đurđevdan) je kršćanska verzija ovoga proljetnog festivala na cijelom Balkanu, osobito područja koja su do kraja 16. stoljeća bila pod vlašću Osmanskog carstva.
Za obilježavanje ove prigode obavljaju se različite ceremonije i rituali povezani s prirodom, jamčeći dobrobit, plodnost i prosperitet obitelji i zajednice, te zaštitu stoke i usjeva za nadolazeću godinu. U običajima, koji imaju duboko ukorijenjena kulturna značenja, sudjeluju svi: cijele obitelji, djeca, mladi, odrasli, plesači i pjevači. Njima hiderles daje osjećaj pripadnosti i kulturnog identiteta, ali i priliku za jačanje odnosa. Zbog toga je ovaj običaj upisan na popis nematerijalne svjetske baštine u Europi 2017. godine.

## Odlike
Danas se običaji hıdırelleza pretežno i detaljno pripremaju u selima ili naseljima, a ne u gradovima. Pripreme su povezane s aktivnostima kao što su čišćenje kuće i okućnice, haljina, nakita i priprema pića i hrane za blagdan. To obično rade djevojke, jer je hıdırellez najprikladnija prigoda za mlade da pronađu odgovarajućeg supružnika.
Hıdrellez se održava uglavnom gdje postoje potoci, jezera ili drugi izvori vode (tur. hıdırlıks). Toga dana tradicionalno se jedu obroci kuhani od janjetine, ali i drugi obroci koji su povezani s pašnjacima, ispašom i buđenjem novog životnog ciklusa.
Običaj iscjeljivanja je ritualno skakanje preko velike vatre. Za očuvanje od bolesti cijele godine ljudi izgovaraju molitve i zagonetke dok skaču preko vatre najmanje tri puta. Drugi običaj za dobro zdravlje na hıdırellez je da polijevanje ili kupanje vodom koja se donosi sa svetih mjesta. Sudionici vjeruju kako se sve želje i molitve ostvaruju uoči i na danu hıdırelleza. Ponekad se želje ili molitve napišu na komadiću papira i bace se u obližnju rijeku ili more.

## Poveznice
- Jurjevo
- Ederlezi (pjesma)

## Vanjske poveznice
- Spring celebration, Hıdrellez UNESCO video na youtube, 8:08 min (engl.)